# Меленково
Меленко́во (бел. Мелянкова) — деревня в Кобринском районе Брестской области Белоруссии. Входит в состав Городецкого сельсовета.
По данным на 1 января 2016 года население составило 54 человека в 26 домохозяйствах.

## География
Деревня расположена в 35 км к юго-востоку от города Кобрин, 11 км к югу от станции Городец и в 81 км к востоку от Бреста.
На 2012 год площадь населённого пункта составила 1,27 км² (127 га).

## История
Населённый пункт известен с 1563 года как урочище Мелентково в составе села Углы. В разное время население составляло:
- 1999 год: 55 хозяйств, 119 человек;
- 2005 год: 45 хозяйств, 87 человек;
- 2009 год: 68 человек;
- 2016 год[2]: 26 хозяйств, 54 человека;
- 2019 год[1]: 37 человек.